# Pseudochromis quinquedentatus
Pseudochromis quinquedentatus is een straalvinnige vissensoort uit de familie van dwergzeebaarzen (Pseudochromidae). De wetenschappelijke naam van de soort is voor het eerst geldig gepubliceerd in 1926 door McCulloch.